# Liste alphabétique d'écrivains de langue ukrainienne
Cette liste des écrivains de langue ukrainienne cherche à recenser, par ordre alphabétique, la totalité des écrivains de langue ukrainienne.
Voir aussi la liste chronologique d'écrivains de langue ukrainienne.
- Haut – A
- B
- C
- D
- E
- F
- G
- H
- I
- J
- K
- L
- M
- N
- O
- P
- Q
- R
- S
- T
- U
- V
- W
- X
- Y
- Z

## A
- Nikolaï Amossov (1913-2002)
- Emma Andiyevska (née en 1931)
- Nadia Hordienko-Andrianova (1921-1998)
- Iouri Androukhovytch (né en 1960)
- Sofia Andrukhovych (née en 1982)
- Bohdan-Ihor Antonytch (1909-1937)

## B
- Ivan Bagriany (1906-1963)
- Mykola Bajan (1904-1983)
- Mykola Bakaï (en) (1931-1998)
- Vassyl Barka (1908-2003)
- Volodymyr Barvinok (en) (1879-1943)
- Ossip Bodianski (en) (1808-1878)

## C
- Markian Chachkevytch (1811-1843)
- Taras Chevtchenko (1814-1861)
- Valéri Chevtchouk (né en 1939)

## D
- Volodymyr Dibrova (1951-)
- Dmytro Dontsov (1883-1973)
- Myroslav Dotchynets (1959-)
- Alexandre Doukhnovitch (en) (1803-1865)
- Ivan Dratch (1936)
- Youri Drohobytch (1450-1494)

## E
- Hryhorii Epik (1901-1937)

## F
- Moïsseï Fischbein (en) (1946)
- Ivan Franko (1856-1916)
- Petro Franko (en) (1890-1941)

## G
- Vassili Gogol-Ianovski (en) (1777-1825)
- Arkadi Gornfeld (en) (1867-1941)
- Semion Goudzenko (1922-1953)
- Viktor Grabovski (en) (1942)
- Lydia Grigorieva (en) (1945)

## H
- Pavlo Haï-Nyjnyk (en) (né en 1971)
- Leonid Hlibov (1827-1893)
- Volodymyr Hnatiouk (1871-1926)
- Iakiv Holovatsky (1814-1888)
- Lyoubov Holota née en 1947
- Oles Hontchar (1918-1995)
- Nadia Hordienko-Andrianova (1921-1998)
- Yevhen Houtsalo (1937-1995)
- Pavlo Hrabovskyï (1864-1902)
- Viktor Hrabovsky (en) (1942)
- Yevhen Hrebinka (1812-1848)
- Borys Hrintchenko (1863-1910)
- Hrytsko Hryhorenko (1867-1924)

## I
- Mykhaïlo Ialovy (en) (1895-1937)
- Volodymir Ianiv (en) (1908-1981)
- Lioubov Ianovska (1861-1933)
- Ievhenia Iarochynska (1868-1904)
- Volodymyr Iavorivsky (en) (1942)
- Sergueï Iefremov (1876-1939)
- Maïk Iohansen (1895-1937)
- Oleksiy Iourine (en) (1982)
- Volodymyr Ivassiouk (1949-1979)

## J
- Sophie Jablonska (1907-1971)
- Serhiy Jadan (1974)
- Maïk Johansen (1895-1937)
- Iryna Jylenko (1941)

## K
- Anatoli Kacheïda (en) (1928-1998)
- Adrian Kachtchenko (en) (1858-1921)
- Ihor Kalynets (1939)
- Kateryna Kalytko (1982)
- Ilya Kaminsky (1977)
- Igor Katchourovsky (en) (1918-2013)
- Hnat Khotkevytch (1877-1938)
- Mykola Khvyliovy (1893-1933)
- Natalia Kobrynska (1851-1920)
- Olha Kobylianska (1863-1942)
- Oleksandr Konysky (en) (1836-1900)
- Olexandr Kornitchouk (1905-1972)
- Ivan Korsak (en) (1946)
- Ihor Kostetskyi (1913-1983)
- Ivan Kotliarevsky (1769-1838)
- Ivan Koulyk (en) (1897-1937)
- Lina Kostenko (1930-1987)
- Mykhaïlo Kotsioubynsky (1864-1913)
- Mykola Koulich (1892-1927)
- Panteleïmon Koulich (1819-1897)
- Roman Koudlyk (en) (1941)
- Halyna Kruk (1974)
- Grigori Kvitka-Osnovianenko (1778-1843)

## L
- Bohdan Lepky (1872-1941)
- Oleh Lycheha (born 1949)

## M
- Ivan Malkovytch (en) (1960)
- Volodymyr Malyk (en) (1921-1998)
- Mykola Markevytch (en) (1804-1860)
- Ivan Mavrodi (en) (1911-1981)
- Mikhaïl Maximovitch (1804-1873)
- Selma Meerbaum-Eisinger (1924-1942)
- Amvrossi Metlinski (en) (1814-1870)
- Pavlo Movtchan (1939)
- Panas Myrny (1849-1920)

## N
- Vsevolod Nestaïko (1930-2014)
- Ivan Netchouï-Levytsky (1838-1918)

## O
- Fedir Odratch (en) (1912-1964)
- Alexandre Olès (1878-1944)
- Lessia Oukraïnka (1871-1913)

## P
- Tymko Padoura (en) (1801-1871).
- Ihor Pavliouk (1967).
- Dmytro Pavlytchko (1929–2023).
- Halyna Petrosanyak (1969-).
- Viktor Platonovytch Petrov (en) (1894-1969).
- Marika Pidhirianka (en) (1881-1963).
- Valérian Pidmohylny (1901-1937).
- Lès Poderviansky (en) (1952).
- Iouri Pokaltchouk (en) (1941-2008).
- Taras Prokhasko.
- Olena Ptchilka (1849-1930).
- Svitlana Pyrkalo (en) (1976).

## R
- Valentin Retchmédine (en) (1916-1986)
- Vladislav Roussanov (en) (1966)
- Maxime Rylski (1895-1964)

## S
- Oulas Samtchouk (1905-1987)
- Mykhaïl Semenko (1892-1937)
- Lioubov Sirota (en) (1956)
- Lioudmyla Skyrda (en) (1945)
- Ostap Slyvynsky (né en 1978)
- Natalia Sniadanko (née en 1973)
- Maryna Sokolian (en) (1979)
- Volodymyr Sossioura (1898-1965)
- Mykhailo Starytsky (1840-1904)
- Ivan Stechenko (en) (1873-1918)
- Vassyl Stefanyk (1871-1936)
- Lessia Stepovytchka (1952-)
- Vassyl Stous (1938-1985)
- Vassyl Symonenko (1935-1963)

## T
- Iouri Tarnavsky (en) (né en 1934)
- Dniprova Tchaïka (1861-1927)
- Olena Tchekan (1946-2013)
- Marko Tcheremchyna (en) (1874-1927)
- Boris Tchichibabine (en) (1923-1994)
- Taras Tchoubaï (en) (né en 1970)
- Pavlo Tchoubynsky (1839-1884)
- Olena Teliha (1906-1942)
- Tryzouby Stas (en) (1948-2007)
- Volodymyr Tsyboulko (en) (1964)
- Pavlo Tytchyna (1891-1967)

## V
- Ivan Vahylevytch (en) (1811-1866)
- Vira Vovk (1926-2022)
- Marko Vovtchok (1833-1907)
- Ostap Vyshnia (1889-1956)
- Volodymyr Vynnytchenko (1880-1951)

## Y
- Mykhaïlo Yalovy (en) (1895-1937)
- Volodymyr Yaniv (en) (1908-1981)
- Lioubov Ianovska (1861-1933)
- Yevhenia Yarochynska (1868-1904)
- Volodymyr Yavorivsky (en) (1942)
- Serhiy Yefremov (1876-1939)
- Maïk Yohansen (1895-1937)
- Oleksiy Yourine (en) (1982)

## Z
- Oksana Zaboujko (1960)
- Pavlo Zahrebelnyi (1924-2009)
- Mykola Zerov (1890-1937)